# 犹太顾问
犹太顾问是在各自负责的国家监督反犹法律的执行情况以及犹太人驱逐情况的纳粹党卫队官员。这些人是犹太人大屠杀的主要设计者，大多数都直接听命于阿道夫·艾希曼。虽说叫犹太顾问，但他们不能被算作顾问，因为他们是被专门委派到纳粹德国的盟国或侵占领土去推行反犹政策，加强驱逐力度的，是二战前及战争期间的反犹活动的直接参与者。